# Развалина
Развалините, наричани също руини (от латински: ruere, 'падам') са останки от сгради или други строителни съоръжения, които с времето са частично разрушени, поради недостатъчна поддръжка, природни бедствия или умишлени действия. Обикновено разрушението се развива постепенно, в резултат на естествено изветряне на конструкциите или използването им в други строежи, след като първоначалните сгради са изоставени, често заради бедствие, война или обезлюдяване.
Развалините имат голямо значение като източник на ценна информация за археологията и антропологията, а някои от тях са туристическа забележителност. Много развалини са включени в Списъка на световното наследство на ЮНЕСКО като ценни паметници на културата.